# エマープ
エマープ（emirp）とは、素数でありかつ10進数表記で逆から数字を読むと元の数とは異なる素数になる自然数のことである。例えば 1097 は素数で、かつ 7901 も素数であるためこの2つの数はエマープである。語源は prime（素数）の逆さ綴り。『素数大百科』では、数素（すうそ）という訳を当てている。
エマープを小さい順に列記すると、
13, 17, 31, 37, 71, 73, 79, 97, 107, 113, 149, 157, 167, 179, 199, 311, 337, 347, 359, 389, … （オンライン整数列大辞典の数列 A6567）
となる。
また、エマープと回文数になっている素数を合わせたもの（つまり、逆から読んでも元の数字と同一の素数である素数全体）を回文素数ということもある（多くの場合、回文素数は回文数になっている素数のみを指す）。
エマープは無限に存在するかは分かっていないが、2010年3月現在、知られている最も大きなエマープは、2007年10月に Jens Kruse Andersen が発見した 1010006 + 941992101 × 104999 + 1 である。